# Dieter Haspel
Dieter Haspel (* 19. Juni 1943 in Gloggnitz; † 4. April 2016 in Wien) war ein österreichischer Regisseur und Theaterleiter. Er war Mitbegründer und langjähriger Leiter des Ensemble Theater Wien.

## Leben
Dieter Haspel absolvierte zunächst eine kaufmännische Lehre, anschließend legte er die Matura an einer Abendschule ab und studierte Theaterwissenschaft und Germanistik in Wien.
1968 war er gemeinsam mit Hilde Berger und Götz Fritsch Mitbegründer des Wiener Cafétheaters im ehemaligen Cafe Einfalt, welches er von 1973 bis 1976 als Ensemble Theater Wien im Wiener Theater am Kärntnertor weiterführte. Aufgeführt wurden unter anderem Uraufführungen und Stücke von Wilhelm Pevny, Alfred Warnes und Konrad Bayer sowie Germinal nach Émile Zola und Im Dickicht der Städte und Baal von Bertolt Brecht. Nach einer Schließung des Theaters war er von 1975 bis 1977 Oberspielleiter am Landestheater Tübingen. 1976 inszenierte er die Uraufführung der Proletenpassion in der Wiener Arena. 1977 übersiedelte er mit dem Ensembletheater in das Kleine Theater im Wiener Konzerthaus und 1982 in das neu eröffnete Kellertheater am Petersplatz im ehemaligen Fatty’s Saloon, welches er bis 2009 leitete. 2009 übergab er das Ensembletheater an Harald Posch und Ali Abdullah, die es als Garage X Theater Petersplatz weiterführten, wo er jährlich eine eigene Inszenierung realisierte, etwa 2011 Nikolai Gogols Tagebuch eines Wahnsinnigen in einer Fassung von Werner Buhss oder zuletzt 2013 Das letzte Band von Samuel Beckett.
Dieter Haspel starb am 4. April 2016 im Alter von 72 Jahren und wurde auf dem Friedhof in Gloggnitz beigesetzt.

## Filmografie (Auswahl)
Schauspieler

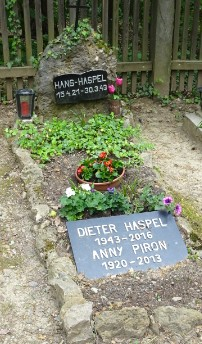
Grabstätte von Dieter Haspel

- 1983: Kottan ermittelt (Fernsehserie, eine Folge)
- 2001: Homemad(e)

Regie
- 1986: Rozznjogd (Fernsehfilm)

## Auszeichnungen
- 2004: Silbernes Ehrenzeichen für Verdienste um das Land Wien